# Bloomington, Illinois
Bloomington, Illinois là một thành phố thuộc quận McLean trong bang Illinois, Hoa Kỳ. Thành phố có tổng diện tích km², trong đó diện tích đất là 58,3 km². Theo điều tra dân số Hoa Kỳ năm 2010, thành phố có dân số 76.610 người.